# (39549) Casals
(39549) Casals ist ein Asteroid des Hauptgürtels, der am 27. Februar 1992 vom deutschen Astronomen Freimut Börngen an der Thüringer Landessternwarte Tautenburg (IAU-Code 033) in Thüringen entdeckt wurde.
Der Asteroid wurde am 6. Januar 2003 nach dem katalanischen Cellisten, Komponisten und Dirigenten Pau Casals (1876–1973) benannt, der wegen seines Einsatzes für Frieden, Demokratie und Freiheit 1958 für den Friedensnobelpreis nominiert wurde.